# Wöllersdorf-Steinabrückl
Wöllersdorf-Steinabrückl est une commune autrichienne du district de Wiener Neustadt-Land en Basse-Autriche.